# Charles Canning, Bá tước Canning thứ 1
Charles Canning, Bá tước Canning thứ 1 (14 tháng 12 năm 1812 - 17 tháng 6 năm 1862), còn được gọi là Tử tước Canning, là một quý tộc, chính khách và nhà quản trị thuộc địa người Anh. Ông là Toàn quyền của Ấn Độ trong giai đoạn diễn ra Khởi nghĩa Ấn Độ 1857 và là Phó vương đầu tiên của Raj thuộc Anh sau khi Công ty Đông Ấn Anh chuyển giao quyền quản lý thuộc địa Ấn Độ lại cho Hoàng gia Anh dưới thời Victoria của Anh vào năm 1858.
Canning được đánh giá cao vì đã đảm bảo sự hoạt động bình thường của cơ quan hành chính và hầu hết các cơ quan của chính phủ trong suốt cuộc bạo loạn, và đưa ra các quyết định hành chính quan trọng ngay cả trong thời kỳ đỉnh điểm của Cuộc nổi dậy năm 1857, bao gồm việc thành lập ba trường Đại học hiện đại đầu tiên ở Ấn Độ, Đại học Calcutta, Đại học của Madras và Đại học Bombay. Canning đã thông qua Đạo luật tái hôn của các góa phụ Hindu, 1856 được soạn thảo bởi người tiền nhiệm của ông là Lãnh chúa Dalhousie trước cuộc nổi loạn. Ông cũng thông qua Đạo luật Nhập ngũ Dịch vụ Chung năm 1856.
Sau cuộc nổi dậy, ông đã chủ trì việc chuyển giao và tổ chức lại chính quyền từ Công ty Đông Ấn Anh một cách suôn sẻ, Bộ luật Hình sự Ấn Độ (Indian Penal Code) được soạn thảo năm 1860 dựa trên bộ luật do Macaulay soạn thảo và có hiệu lực vào năm 1862. Theo nhận xét của người viết tiểu sử về Canning: Ông đã đối mặt với cuộc nổi loạn "với sự vững vàng, tự tin, hào hùng và bình tĩnh". Canning rất kiên định trong cuộc nổi loạn nhưng sau đó, ông tập trung vào việc hòa giải và tái thiết hơn là sự trừng phạt, thể hiện cho điều này chính là việc ông đã ban hành một tuyên bố khoan hồng.